# Manic Panic

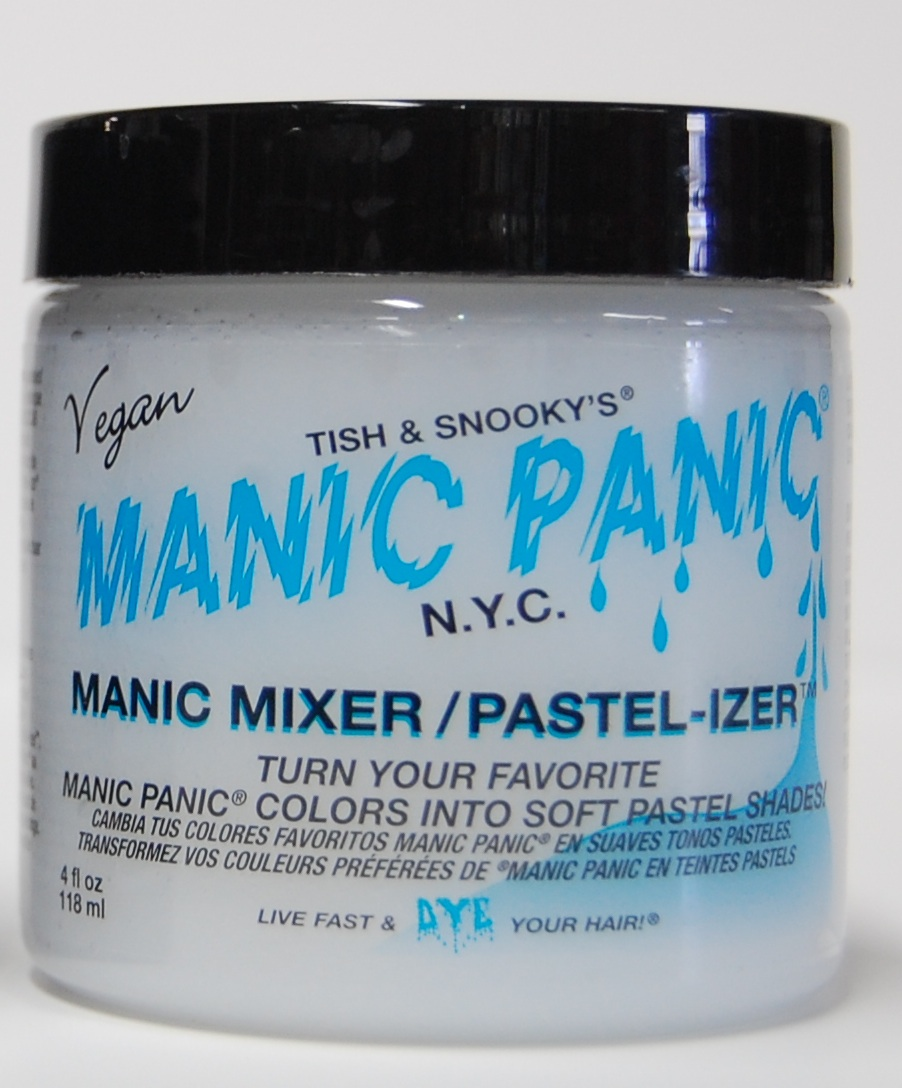

Manic Panic är ett amerikanskt skönhets- och hårfärgsmärke. Det har sitt huvudkontor i New York och ägs av systrarna och musikerna Tish och Eileen "Snooky" Bellomo, kända som "Tish & Snooky" på New Yorks ursprungliga punkscen sedan 1970-talet. De öppnade och drev  den ursprungliga butiken Manic Panic på Manhattan från 1977 till slutet av 1999, då företaget flyttade till Long Island City.
Deras produkter består nu huvudsakligen av hårfärgämnen samt tillsatser för färg och kosmetika.

Företaget riktar sig till informella konsumenter: gothare, punkare etc. Artister som Emily Autumn, Marilyn Manson, Cyndi Lauper och brottaren Jeff Hardy använder företagets produkter.
De började utan utbildning, utan pengar, utan någonting - de målade golvet svart för att dölja hur fult det var, de borrade hål i väggen i stället för att köpa skohängare, de kämpade mot mängder av snattare i tron att butiken drevs av två personer. kvinnor skulle vara lätta byten. Men de gav inte upp och deras verksamhet blev en enorm framgång.
Skriver om grundandet av varumärket Manic Panic från Atlas Obscura magazine.
För närvarande baserad i New York (USA), är butiken belägen på 21-07 Borden Ave 4th Floor, Queens, NY 11101. Manic Panics distributionsnätverk har kontor i Storbritannien, Frankrike, Kanada, Japan, Italien, Spanien, Turkiet och Rumänien.